# Panagan
Panagan is een bestuurslaag in het regentschap Sumenep van de provincie Oost-Java, Indonesië. Panagan telt 1129 inwoners (volkstelling 2010).